# گرند تراس (کالیفرنیا)
گرند تراس (به انگلیسی: Grand Terrace) شهری در شهرستان سن برناردینو، کالیفرنیا ایالت کالیفرنیا است که در سرشماری سال ۲۰۱۰ میلادی، ۱۲۰۴۰ نفر جمعیت داشته است.